# Тува
Респу́бліка Тува́, також Республіка Тива (рос. Респу́блика Тува [Тыва], тув. Тыва Республика) — суб'єкт Російської Федерації, входить до складу Сибірського федерального округу. Столиця — місто Кизил.
Республіка межує з Монголією на сході та півдні, з іншими суб'єктами Російської Федерації — Красноярським краєм на півночі, Хакасією на північно-заході, Бурятією та Іркутською областю на північному сході, з Республікою Алтай на заході.
У 2020 році регіон був першим за кількістю вбивств на душу населення в РФ, а у 2019 році — найбіднішим.

## Історія
1914 року, після звернень прибічників приєднання Туви до Російської імперії, Микола II дав згоду на протекторат над п'ятьма хошунами Урянхайського краю, що на той час формально був частиною Китаю. 1921 року проголосили незалежність Туви як Народної Республіки Танну-Тува (Танну — «висока, високогірна», Тува — самоназва тувинців), яку 1926 року перейменували на Тувинську Народну Республіку. Як і сусідня Монгольська Народна Республіка, у Другій світовій війні ТНР брала участь на боці СРСР.
23 листопада 1943 року Франклін Делано Рузвельт під час бесіди з Чан Кайші на Каїрській конференції порушив тему статусу Зовнішньої Монголії і Танну-Туви та їхні стосунки зі своїми сусідами. Чан Кайші зазначив, що ці землі є невід'ємною частиною китайської Зовнішньої Монголії і анексовані Росією силою. Він сказав, що питання про Танну-Туву та Зовнішню Монголію повинно бути врегульоване з Радянською Росією. Деякі дослідники вважають, що саме зацікавленість у цьому питанні президента США підштовхнула Й. Сталіна до вирішення цього питання ще до кінця війни.
11 жовтня 1944 року Туву включили до складу СРСР. При цьому, у зв'язку з тим, що вона не відповідала стандартам для союзних і автономних республік за чисельністю населення та деякими іншими параметрами, утворили Тувинську автономну область у складі РРФСР. 10 жовтня 1961 року автономну область перетворили в Тувинську АРСР, а в 1991 році — у сучасну Республіку Тува. Конституція РФ, прийнята 12 грудня 1993 року, затвердила назву «Республіка Тува».

## Прояви націоналізму
Із кінця 80-х років з республіки масово виїздять росіяни. У 1989 році в республіці відбулися маловідомі широкому загалові події: у столиці Туви, місті Кизилі, відбулися зіткнення на міжнаціональному ґрунті.
У 1992—1993 роках Народний фронт «Хостуг Тива» («Вільна Тива»), закликаючи до незалежності Тиви та її виходу зі складу Росії, спровокував зіткнення з російським населенням. У результаті, за даними ЗМІ, з Туви виїхало понад 20 тисяч росіян.
У 1995 році російський та радянський етнограф Віктор Іванович Козлов писав:

| Набагато гостріша ситуація склалася в Туві, територія якої (Урянхайський край) була приєднана до Радянського Союзу лише 1944 р. Національний рух серед тувинців, які становлять майже дві третини місцевого населення, одразу набув сепаратистського і значною мірою антиросійського характеру. Справа доходила навіть до нападу тувинських збройних загонів на російських поселенців. Не дивно, що багато росіян залишили територію Туви, а ті, хто залишився, не почуваються тут у безпеці[10].Оригінальний текст (рос.) Гораздо более острая ситуация сложилась в Туве, территория которой (Урянхайский край) была присоединена к Советскому Союзу лишь в 1944 г. Национальное движение среди тувинцев, составляющих почти две трети местного населения, сразу приобрело сепаратистский и в значительной степени антирусский характер. Дело доходило даже до нападения тувинских вооружённых отрядов на русских поселенцев. Неудивительно, что многие русские покинули территорию Тувы, а те, кто остался, не чувствуют себя здесь в безопасности. |
До кінця 1990-х років «Хостуг Тива» і дочірня Народна партія суверенної Тиви, яка виступала за економічну відокремленість Туви від Російської Федерації, практично саморозпустилися.
У квітні 2016 року тувинська громадська організація «Союз російськомовних громадян „Росіяни“» (рос. «Союз русскоязычных граждан „Россияне“») звернулася до президента Росії зі скаргою на утиски росіян у республіці. Звернення не було розглянуто по суті, проте в липні того ж року стурбованість високим рівнем скарг жителів Туви на дискримінацію за національною ознакою висловив голова Федерального агентства у справах національностей Росії І. В. Баринов. За даними російськомовного видання Meduza, представники тувинської адміністрації заперечували актуальність проблеми дискримінації росіян, а тривалий відтік російськомовного населення пояснили несприятливим станом економіки республіки та наслідками націоналістичних виступів, що відбувалися в 1990-ті роки.
Станом на 2021 рік, за даними останнього всеросійського перепису, відсоток росіян у республіці впав до 8 % і продовжував падіння. Росіян переслідують за національною ознакою.

## Населення

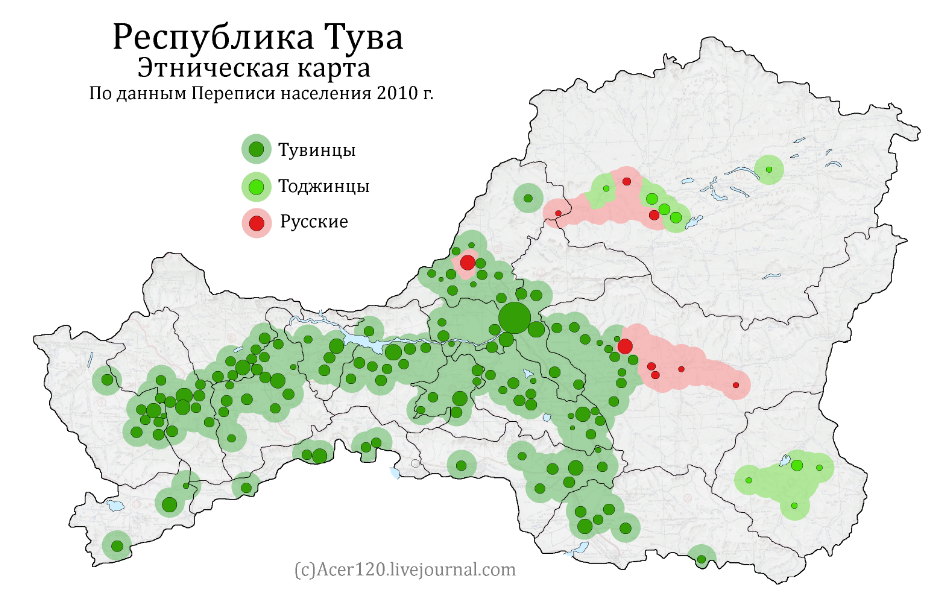
Етнічна мапа Республіки Туви за населеними пунктами, перепис 2010 р.

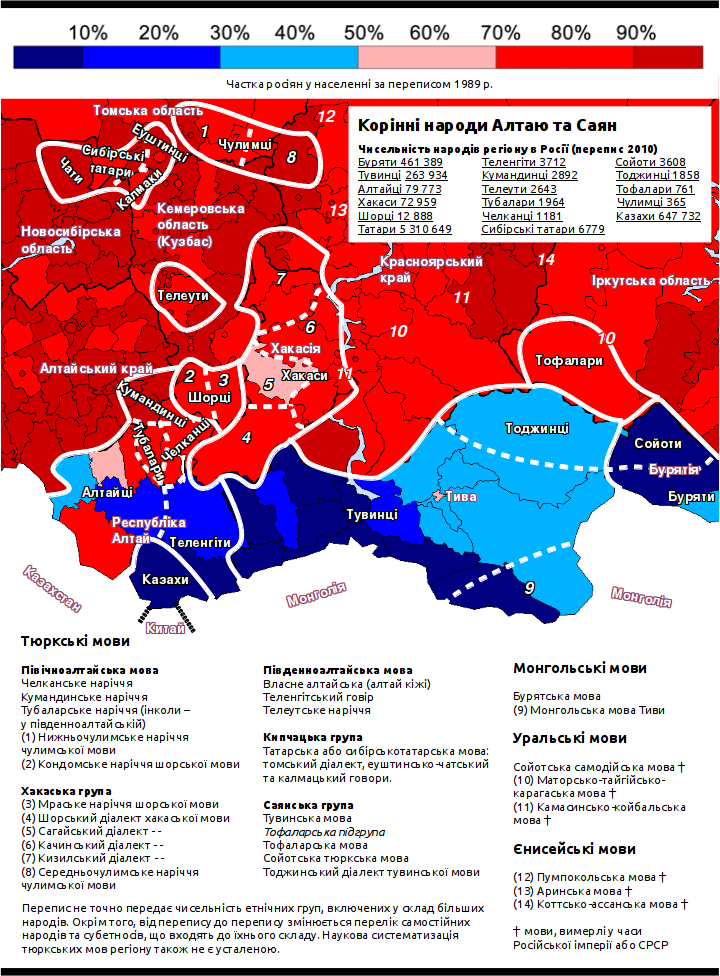
Етнографічна мапа Туви

Чисельність населення республіки за даними Росстату становить 337 271 осіб (2023). Щільність населення — 2,00 чол./км² (2023). Міське населення — 54,65 % (2022).
Коефіцієнт народжуваності в республіці на 2020 р. становив 20.2, у 2016 році цей показник у Тиві був найвищим серед суб'єктів Російської Федерації.
Коефіцієнт природного приросту населення становив 14,4 ‰ у 2015 р., 11,5 ‰ у 2016 р., 11,4 ‰ у 2018 р., 10,3 ‰ у 2019 р., за цим показником Тува у 2016 році посідала третє місце в Росії після Чечні та Інгушетії.

### Національний склад
Національний склад населення Тиви за даними Всеросійського перепису 2010 був наступним:
| Народ   | Чисельність, 2010, %. |
| ------- | --------------------- |
| Тувинці | 82,0 %                |
| Росіяни | 16,3 %                |
| Інші    | 1,7 %                 |

Національний склад населення районів та міст Тиви за переписом 2010 року
|                           | населення | тувинці | росіяни | хакаси |
| ------------------------- | --------- | ------- | ------- | ------ |
| м. Кизил                  | 105 907   | 65,6    | 28,2    | 0,5    |
| м. Ак-Довурак             | 13 467    | 94,3    | 4,2     |        |
| Бай-Тайгінський кожуун    | 10 805    | 98,9    |         |        |
| Барун-Хемчицький кожуун   | 12 841    | 99,4    |         |        |
| Дзун-Хемчицький кожуун    | 19 838    | 99,2    |         |        |
| Ерзинський кожуун         | 8 262     | 98,8    |         |        |
| Каа-Хемський кожуун       | 11 933    | 63,9    | 34,1    |        |
| Кизилський кожуун         | 27 521    | 78,4    | 20,0    |        |
| Монгун-Тайгінський кожуун | 5 655     | 99,2    |         |        |
| Овюрський кожуун          | 7 023     | 98,1    | 1,0     |        |
| Пій-Хемський кожуун       | 10 062    | 68,9    | 28,8    |        |
| Сут-Хольський кожуун      | 8 029     | 99,3    |         |        |
| Тандинський кожуун        | 12 702    | 77,1    | 20,6    | 0,6    |
| Тере-Хольський кожуун     | 1 882     | 97,2    | 1,5     |        |
| Тес-Хемський кожуун       | 8 169     | 96,9    | 1,3     |        |
| Тоджинський кожуун        | 6 021     | 80,8    | 17,0    |        |
| Улуг-Хемський кожуун      | 18 445    | 92,3    | 6,8     |        |
| Чаа-Хольський кожуун      | 6 031     | 99,1    |         |        |
| Чеді-Хольський кожуун     | 7 679     | 93,1    | 5,6     |        |

### Найбільші населені пункти
| № | Населений пункт | Населення, осіб (2010) |
| - | --------------- | ---------------------- |
| 1 | Кизил           | 109918                 |
| 2 | Каа-Хем         | 15044                  |
| 3 | Ак-Довурак      | 13468                  |
| 4 | Шагонар         | 10956                  |
| 5 | Чадан           | 9035                   |
| 6 | Кизил-Мажалик   | 5072                   |

## Адміністративний поділ
- Бай-Тайгінський кожуун
- Барун-Хемчицький кожуун
- Дзун-Хемчицький кожуун
- Ерзинський кожуун
- Каа-Хемський кожуун
- Кизилський кожуун
- Монгун-Тайгінський кожуун
- Овюрський кожуун
- Пій-Хемський кожуун
- Сут-Хольський кожуун
- Тандинський кожуун
- Тере-Хольський кожуун
- Тес-Хемський кожуун
- Тоджинський кожуун
- Улуг-Хемський кожуун
- Чаа-Хольський кожуун
- Чеді-Хольський кожуун

## Економіка
Проєктується залізниця Курагіно — Кизил, яка повинна вирішити проблеми освоєння родовищ Туви та постачань із північного напрямку. Але станом на 2022 рік залізницю так і не побудували.
У місті значне безробіття — 20 %, за межею бідності перебуває 40 % населення, це при тому, що в Кизилі одні з найвищих у регіоні ціни на квартири і одні з найнижчих зарплат в Росії.
Через значну корупцію та кримінал інвестори залишили місто. Місто, за словами місцевих журналістів та активістів «належить» очільнику регіона Шолбан Кара-оолу та його родичам, які або займають високі посади в місті або керівні посади в місцевому бізнесі.

## Культура
Традиційна культура тувинців — це культура кочівників. Завдяки своєму відносно ізольованому положенню — відсутності залізниці, горам, що оточують територію з усіх боків, у Туві донині збереглися самодостатні кочівницькі господарства. Тувинці розводять овець, коней, у Тоджинському кожууні зберігаються оленярство й полювання як основні заняття населення.
Традиційна релігія тувинців — шаманізм, в останнє десятиліття пережила друге народження. З'явилися шаманські спільноти, а камлання шаманів відбуваються у містах як офіційні заходи. Одним із показових фактів є те, що шаманство в Туві спокійно вживається з ламаїзмом. У вересні 1992 р. Далай-лама XIV, що є духовним лідером буддистів Туви, здійснив триденний візит до республіки. Довічний президент шаманів Туви — Монгуш Кенін-Лопсан.
Всесвітньої популярності зажив тувинський горловий спів, що став неофіційним символом республіки. Серед інших символів — каменорізне мистецтво, традиційні кінні перегони, боротьба хуреш. Велику популярність набула археологія Туви. Символом древньої Туви стала бронзова пантера, скручена кільцем, яку виявили при розкопках кургану Аржан-1, 8 ст. до н. е. В 2002 р. при розкопках кургану Аржан-2 було виявлено найбагатше поховання, що одержало назву «Долина Царів».
Тува розташована в самому центрі Азії, у зв'язку з чим у столиці республіки встановлено обеліск «Центр Азії».

## Засоби масової інформації

### Газети й журнали
- Молодіжний журнал «Ти & Я» видається із серпня 2008 року.
- Газета «Плюс Інформ». Видається з 1993 року, за назвою «Плюс Інформ» з 2001 року.
- Газета «Ризик Транзит». В 2007, 2008 роках видавалася за назвою «Ризик» і «Ризик експрес»
- Газета «Центр Азії» видається з 2 лютого 1991 року, в Інтернеті з лютого 1999 року.
- Газета «Тувинський кур'єр»
- Найстаріша газета республіки «Тувинська правда»
- Газета «Ефір». Тираж 10300 екз
- Газета «Шин» (у пер. «Правда»)
- Газета «Араттын созу» (у пер. «Слово Арата»)
- Газета «Тыва Республика»
- Газета «Вісті Туви»
- Журнал «Башкы» (у пер. «Учитель»)
- Рекламно-інформаційний довідник «Каталог».

### Телекомпанії
- ДТРК «Тива». Партнер телеканалу «Росія» у мережах. Мовлення по всій республіці російською і тувинською мовами.
- ТВК «Нове століття». Партнер телеканалу ТНТ у мережах, перший випуск новин вийшов 12 лютого 2001 року.
- СТС
- НТВ
- Перший канал
- Домашній
- Петербург - П'ятий канал
- Росія Культура / Euronews
- RU.TV (планується мовлення)

## Кримінальна ситуація
Туву й Кизил зокрема, вважають одним з найкримінальніших районів Росії і найбіднішим. У 2020 році він був першим за кількістю вбивств на душу населення в РФ, а в 2019 році — найбіднішим. В регіоні розповсюджений алкоголізм та наркоманія. У 2021 році Кизил відвідав відомий блогер Ілля Варламов. Він зняв про місто відеоролик, який виклав у мережу. У ролику видно брудні вулиці та п'яних мешканців, кров на землі, розбиті пляшки.
Російське населення переслідують за національною ознакою, тому росіяни масово виїздять звідти. Російський журналіст Ілля Азаров у 2016 році відвідав регіон і опублікував репортаж. З його слів, менше росіян у відсотковому співвідношенні хіба що на Північному Кавказі.

## Відомі тувинці
- Монгуш Кенін-Лопсан — всесвітньо відомий тувинський письменник, поет, збирач і популяризатор тувинського шаманського фольклору, довічний президент шаманів Тиви.
- Ооржак Шеріг-Оол — перший президент Республіки Тува.
- Сергій Шойгу — міністр оборони РФ.
- Чинаг Галсан — тувинський письменник, пише свої книги в основному німецькою мовою. Провідник одного з тувинських кланів, народився в 1940-х роках ХХ сторіччя у Західній Монголії, довгі роки живе в Німеччині.
- Альберт Кувезін — лідер групи Yat-kha.
- Салчак Тока — перший секретар обкому КПРС Тувинської автономії в РРФСР, очолював республіку з моменту входження до складу РРФСР упродовж 29 років.
- Саїнхо Намчилак — відома артистка етнічного жанру в Європі. Проживає у Швейцарії. Основна творча діяльність проходить у Європі.
- Наталя Ажикмаа-Рушева — балерина.
- Надія Рушева — російська художниця-графік. За своє коротке життя виконала понад 10 000 робіт.
- Гліб Вікторов — співак, рокер.